# World Spider Catalog
 (avril 2024).
Si vous disposez d'ouvrages ou d'articles de référence ou si vous connaissez des sites web de qualité traitant du thème abordé ici, merci de compléter l'article en donnant les références utiles à sa vérifiabilité et en les liant à la section « Notes et références ».
Le World Spider Catalog (WSC), en français : « Catalogue mondial des araignées », est une base de données interactive dédiée aux araignées.

## Présentation et historique
C'est d'abord un site web créé en 2000 par l'aranéologiste américain Norman I. Platnick du Musée américain d'histoire naturelle de New York, faisant suite aux catalogues publiés par Carl Friedrich Roewer, Paolo Marcello Brignoli et Platnick lui-même.
Il a été repris en 2014, après le départ à la retraite de Platnick, par le Musée d'histoire naturelle de Berne (Suisse) et converti en base de données. Au 19 novembre 2023, elle recensait 51 631 espèces.